# Cheng Li-wun

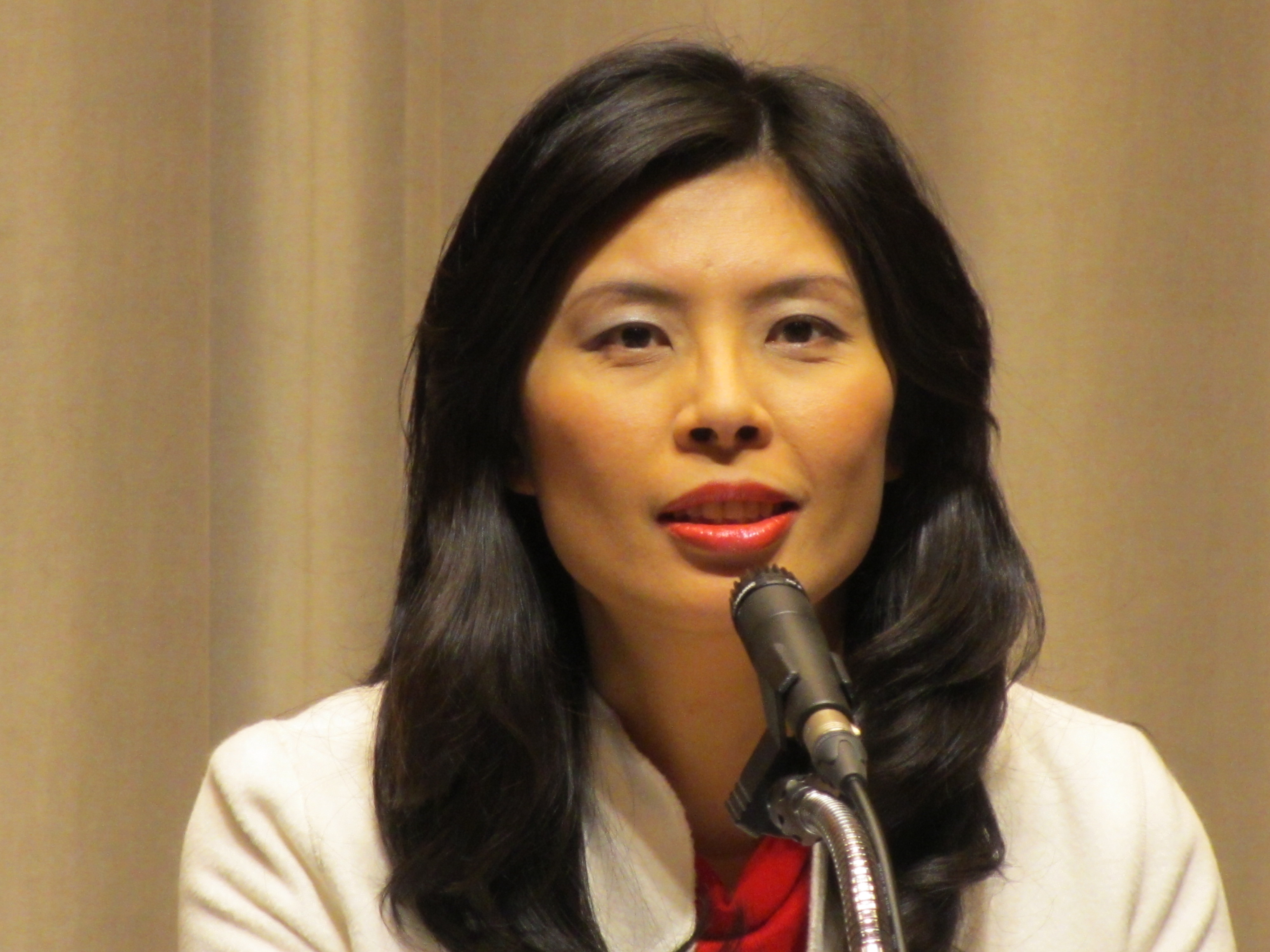
Cheng Li-wun (2012)

Cheng Li-wun (chinesisch 鄭麗文, Pinyin Zhèng Lìwén; * 12. November 1969 im Landkreis Yunlin) ist eine taiwanische Politikerin der Demokratischen Fortschrittspartei (DPP) und später der Kuomintang, die unter anderem von 2012 bis 2014 Sprecherin des Exekutiv-Yuans und damit Regierungssprecherin war. Sie gehörte zudem zwischen 2008 und 2012 sowie erneut von 2020 bis 2024 dem Legislativ-Yuan, dem Parlament Taiwans, als Mitglied an.

## Leben
Cheng Li-wun absolvierte nach dem Schulbesuch ein Studium der Rechtswissenschaften an der Nationaluniversität Taiwan (NTU), welches sie mit einem Bachelor of Laws (LL.B.) beendete. Ein postgraduales Studium im Fach Völkerrecht an der Temple University in Philadelphia schloss sie mit einem Master of Laws (LL.M. International Law)) ab. Sie absolvierte ein weiteres postgraduales Studium im Fach Internationale Beziehungen an der University of Cambridge, das sie mit einem Master of Science (M.Sc. International Relations) beendete.
Cheng Li-wun, die von 1988 bis 2002 Mitglied der Demokratischen Fortschrittspartei (DPP) war, wurde am 20. Mai 1996 erstmals Mitglied der Nationalversammlung, einer bis 2005 neben dem Legislativ-Yuan (Unterhaus) und dem Kontroll-Yuan (Oberhaus) bestehenden Kammer des trikameralen Parlaments der Republik China, und vertrat in dieser bis zum 19. Mai 2000 den Wahlkreis „Taipeh 1“. Nachdem sie zwischen 2002 und 2005 parteilos war, trat sie der Kuomintang (KMT) bei und gehörte zwischen dem 30. Mai und dem 7. Juni 2005 noch einmal der daraufhin aufgelösten Nationalversammlung als Mitglied an. Innerhalb der KMT war sie unter anderem Sprecherin der Partei, Stellvertretende Geschäftsführerin des Zentralen Politikausschusses, Generaldirektorin des Kultur- und Kommunikationsausschusses der KMT und fungierte zudem zeitweise als Generalsekretärin des Taiwanischen Menschenrechtsverbandes. Am 1. Februar 2008 wurde sie für die KMT-Wahlliste erstmals Mitglied des Legislativ-Yuans, des Parlaments von Taiwan, dem sie sie bis zum 31. Januar 2012 angehörte. Zu Beginn ihrer Parlamentszugehörigkeit war sie Mitglied des Außen- und Verteidigungsausschusses und wurde 2009 sie Mitglied des Ausschusses für soziale Wohlfahrt und Umwelthygiene, ehe sie 2011 Mitglied des Verfahrensausschusses wurde.
Am 23. Oktober 2012 löste Cheng Li-wun, die zeitweilig stellvertretende KMT-Generalsekretärin war, Huang Min-kung als Sprecherin des Exekutiv-Yuans ab, fungierte als solche unter den Premierminister Sean Chen (6. Februar 2012	bis 18. Februar 2013) sowie Jiang Yi-huah (18. Februar 2013 bis 8. Dezember 2014) und war damit bis zu ihrer Ablösung durch Sun Lih-chyun am 17. Februar 2014 Regierungssprecherin. Am 1. Februar 2020 wurde sie auf der Wahlliste der KMT noch einmal zum Mitglied des Legislativ-Yuans gewählt, dem sie bis zum 1. Februar 2024 angehörte. In der zehnten Legislaturperiode (2020 bis 2024) war sie unter anderem Mitglied des Ausschusses für Justiz und Gesetzgebung, des Ausschusses für Verfassungsänderungen, des Innenausschusses sowie zuletzt Mitglied des Ausschusses für Bildung und Kultur.